# 尖齿贯众
尖齿贯众（学名：Cyrtomium serratum）为鳞毛蕨科贯众属下的一个种。

## 扩展阅读
- 維基物種上的相關：尖齿贯众